# Estación Parque Centenario
La Estación Parque Centenario es una estación del servicio de Transmetro que opera en la Ciudad de Guatemala.
Está ubicada sobre la 5a. Avenida de la Zona 1 de la Ciudad de Guatemala a inmediaciones del Parque Central.
- Datos: Q21002821